# Brochantit
Brochantit är ett kopparhaltigt malmmineral, ett sulfat med den kemiska formeln Cu4(SO4)(OH)6. Det kan hittas som fibrösa eller nålformiga kristaller som ibland fyller hålrum, bildar mattor eller krustor. Man kan finna brochantit i oxidationszoner som är kopparhaltiga, ofta i arida områden. 
Mineralet har fått namn efter den franske geologen André Brochant de Villiers.
Rikliga fyndigheter finns i Chile, Arizona i USA och i det afrikanska kopparbältet. I Sverige har brochantit hitats i Källargruvan i Värmland och i Nya Bastnäs i Västmanland.
Brochantit är löslig i ammoniak och kan tvättas bort från marmor som blivit grön av vittringsvatten från koppar och brons.